# Prognoză
O prognoză (în greacă πρóγνωσις, prognosis = precunoaștere) se referă la prezicerea unui eveniment sau a unei stări. Este de obicei o evaluare probabilistică, elaborată în mod științific a evoluției viitoare a componentelor cantitative si calitative ale unui domeniu de activitate, pentru o perioadă delimitată a orizontului de timp ales. Prognoza este rezultatul unei cercetări complexe prin intermediul căreia se estimează stările probabile ale domeniului studiat, în fiecare an al perioadei pentru care aceasta se elaborează, corespunzător ipotezelor luate în considerare și restricțiilor ce influențează atingerea acestor stări.
Prognoza înseamnă prevedere a desfășurării în timp a unui fenomen, a unui proces etc., bazată pe studiul împrejurărilor care îi determină apariția și evoluția; estimare a valorilor probabile pe care le vor lua în viitor unele măsuri nesigure, inconstante. Prognostic.
În România funcționează Comisia Națională de Prognoză (CNP). Activitatea CNP este reglementată de OG nr. 22/2007, modificată prin OUG nr. 119/2008, aprobată prin Legea nr. 139/2009 precum și în OG nr. 22/2007